# Pilot Pen Tennis
Pilot Pen Tennis är en tennisturnering som spelas utomhus på hardcourt i New Haven, USA. Den är för närvarande en del av International Series på ATP-touren och Tier II-turnering på WTA-touren. Den spelas årligen precis före den fjärde och sista Grand Slam-turneringen, US Open.

## Resultat

### Herrsingel
| Plats                    | År   | Mästare             | Finalist           | Resultat         |
| ------------------------ | ---- | ------------------- | ------------------ | ---------------- |
| New Haven                | 2009 | Fernando Verdasco   | Sam Querrey        | 6–4, 7–6(6)      |
| New Haven                | 2008 | Marin Čilić         | Mardy Fish         | 6–4, 4–6, 6–2    |
| New Haven                | 2007 | James Blake         | Mardy Fish         | 7–5, 6–4         |
| New Haven                | 2006 | Nikolaj Davydenko   | Agustín Calleri    | 6–4, 6–3         |
| New Haven                | 2005 | James Blake         | Feliciano López    | 3–6, 7–5, 6–1    |
| Long Island              | 2004 | Lleyton Hewitt      | Luis Horna         | 6–3, 6–1         |
| Long Island              | 2003 | Paradorn Srichaphan | James Blake        | 6–2, 6–4         |
| Long Island              | 2002 | Paradorn Srichaphan | Juan Ignacio Chela | 5–7, 6–2, 6–2    |
| Long Island              | 2001 | Tommy Haas          | Pete Sampras       | 6–3, 3–6, 6–2    |
| Long Island              | 2000 | Magnus Norman       | Thomas Enqvist     | 6–3, 5–7, 7–5    |
| Long Island              | 1999 | Magnus Norman       | Àlex Corretja      | 7–6(4), 4–6, 6–3 |
| Long Island              | 1998 | Patrick Rafter      | Félix Mantilla     | 7–6(3), 6–2      |
| Long Island              | 1997 | Carlos Moya         | Patrick Rafter     | 6–4, 7–6(1)      |
| Long Island              | 1996 | Andrej Medvedev     | Martin Damm        | 7–5, 6–3         |
| Long Island              | 1995 | Jevgenij Kafelnikov | Jan Siemerink      | 7–6(0), 6–2      |
| Long Island              | 1994 | Jevgenij Kafelnikov | Cedric Pioline     | 5–7, 6–1, 6–2    |
| Long Island              | 1993 | Marc Rosset         | Michael Chang      | 6–4, 3–6, 6–1    |
| Long Island              | 1992 | Petr Korda          | Ivan Lendl         | 6–2, 6–2         |
| Long Island              | 1991 | Ivan Lendl          | Stefan Edberg      | 6–3, 6–2         |
| Long Island              | 1990 | Stefan Edberg       | Goran Ivanišević   | 7–6, 6–3         |
| Long Island (uppvisning) | 1989 | Ivan Lendl          | Mikael Pernfors    | 4–6, 6–2, 6–4    |
| Long Island (uppvisning) | 1988 | Andre Agassi        | Yannick Noah       | 6–3, 0–6, 6–4    |
| Long Island (uppvisning) | 1987 | Jonas Svensson      | David Pate         | 7–6, 3–6, 6–3    |
| Long Island (uppvisning) | 1986 | Ivan Lendl          | John McEnroe       | 6–2, 6–4         |
| Long Island (uppvisning) | 1985 | Ivan Lendl          | Jimmy Connors      | 6–1, 6–3         |
| Long Island (uppvisning) | 1984 | Ivan Lendl          | Andres Gomez       | 6–2, 6–4         |
| Long Island (uppvisning) | 1983 | Gene Mayer          | Heinz Gunthardt    | 6–7(9), 6–4, 6–0 |
| Long Island (uppvisning) | 1982 | Gene Mayer          | Johan Kriek        | 6–2, 6–3         |
| Long Island (uppvisning) | 1981 | Brian Teacher       | Yannick Noah       | 4–6, 6–3, 6–4    |

### Damsingel
| Plats             | År            | Mästare                | Finalist                  | Resultat            |
| ----------------- | ------------- | ---------------------- | ------------------------- | ------------------- |
| New Haven         | 2009          | Caroline Wozniacki     | Jelena Vesnina            | 6–2, 6–4            |
| New Haven         | 2008          | Caroline Wozniacki     | Anna Tjakvetadze          | 3–6, 6–4, 6–1       |
| New Haven         | 2007          | Svetlana Kuznetsova    | Ágnes Szávay              | 4–6, 3–0 (uppgivet) |
| New Haven         | 2006          | Justine Henin-Hardenne | Lindsay Davenport         | 6–0, 1–0 (uppgivet) |
| New Haven         | 2005          | Lindsay Davenport      | Amelie Mauresmo           | 6–4, 6–4            |
| New Haven         | 2004          | Jelena Bovina          | Nathalie Dechy            | 6–2, 2–6, 7–5       |
| New Haven         | 2003          | Jennifer Capriati      | Lindsay Davenport         | 6–2, 4–0 (uppgivet) |
| New Haven         | 2002          | Venus Williams         | Lindsay Davenport         | 7–5, 6–0            |
| New Haven         | 2001          | Venus Williams         | Lindsay Davenport         | 7–6(6), 6–4         |
| New Haven         | 2000          | Venus Williams         | Monica Seles              | 6–2, 6–4            |
| New Haven         | 1999          | Venus Williams         | Lindsay Davenport         | 6–2, 7–5            |
| New Haven         | 1998          | Steffi Graf            | Jana Novotna              | 6–4, 6–1            |
| Stone Mountain    | 1997          | Lindsay Davenport      | Sandrine Testud           | 6–4, 6–1            |
|                   | 1996          | Spelades inte          | Spelades inte             | Spelades inte       |
| 1995              | Spelades inte | Spelades inte          | Spelades inte             |                     |
| Stratton Mountain | 1994          | Conchita Martínez      | Arantxa Sánchez Vicario   | 4–6, 6–3, 6–4       |
| Stratton Mountain | 1993          | Conchita Martínez      | Zina Garrison             | 6–3, 6–2            |
| San Antonio       | 1992          | Martina Navratilova    | Nathalie Tauziat          | 6–2, 6–1            |
| San Antonio       | 1991          | Steffi Graf            | Monica Seles              | 6–4, 6–3            |
| San Antonio       | 1990          | Monica Seles           | Manuela Maleeva-Fragniere | 6–4, 6–3            |
| San Antonio       | 1989          | Steffi Graf            | Ann Henricksson           | 6–1, 6–4            |
| San Antonio       | 1988          | Steffi Graf            | Katerina Maleeva          | 6–4, 6–1            |
|                   | 1987 - 1970   | Spelades inte          | Spelades inte             | Spelades inte       |
| Sacramento        | 1969          | Eliza Godwin           |                           |                     |
| La Jolla          | 1968          | Maryna Godwin          |                           |                     |
| Sacramento        | 1967          | Jane Bartkowicz        |                           |                     |
| La Jolla          | 1966          | Billie Jean King       |                           |                     |
| Sacramento        | 1965          | Rosemary Casals        |                           |                     |
| Sacramento        | 1964          | Kathy Harter           |                           |                     |
| La Jolla          | 1963          | Darlene Hard           |                           |                     |
| Seattle           | 1962          | Carol Hanks            |                           |                     |
| La Jolla          | 1961          | Nancy Richey           |                           |                     |
| La Jolla          | 1960          | Katherine D. Chabot    |                           |                     |
| Denver            | 1959          | Sandra Reynolds        |                           |                     |
| La Jolla          | 1958          | Beverly Fleitz         |                           |                     |
| La Jolla          | 1957          | Beverly Fleitz         |                           |                     |
| La Jolla          | 1956          | Nancy Kiner            |                           |                     |
| La Jolla          | 1955          | Miriam Arnold          |                           |                     |
| Salt Like City    | 1954          | Beverly Fleitz         |                           |                     |
| Salt Like City    | 1953          | Anita Kanter           |                           |                     |
| Seattle           | 1952          | Mary Arnold Prentiss   |                           |                     |
| Salt Lake City    | 1951          | Patricia Todd          |                           |                     |
| Berkeley          | 1950          | Patricia Todd          |                           |                     |
| Berkeley          | 1949          | Doris Hart             |                           |                     |
| San Francisco     | 1948          | Gertrude Moran         |                           |                     |

### Herrdubbel
| Plats       | År   | Mästare                            | Finalister                           | Resultat      |
| ----------- | ---- | ---------------------------------- | ------------------------------------ | ------------- |
| New Haven   | 2010 | Robert Lindstedt Horia Tecău       | Rohan Bopanna Aisam-ul-Haq Qureshi   | 6–4, 7–5      |
| New Haven   | 2009 | Julian Knowle Jürgen Melzer        | Bruno Soares Kevin Ullyett           | 6–4, 7–6      |
| New Haven   | 2008 | Marcelo Melo André Sá              | Mahesh Bhupathi Mark Knowles         | 7–5, 6–2      |
| New Haven   | 2007 | Mahesh Bhupathi Nenad Zimonjić     | Mariusz Fyrstenberg Marcin Matkowski | 6–3, 6–3      |
| New Haven   | 2006 | Jonathan Erlich Andy Ram           | Mariusz Fyrstenberg Marcin Matkowski | 6–3, 6–3      |
| New Haven   | 2005 | Gaston Etlis Martin Rodriguez      | Rajeev Ram Bobby Reynolds            | 6–4, 6–3      |
| Long Island | 2004 | Antony Dupuis Michael Llodra       | Yves Allegro Michael Kohlmann        | 6–2, 6–4      |
| Long Island | 2003 | Robbie Koenig Martin Rodriguez     | Martin Damm Cyril Suk                | 6–3, 7–6      |
| Long Island | 2002 | Mahesh Bhupathi Mike Bryan         | Petr Pala Pavel Vizner               | 6–3, 6–4      |
| Long Island | 2001 | Jonathan Stark Kevin Ullyett       | Leos Friedl Radek Stepanek           | 6–1, 6–4      |
| Long Island | 2000 | Jonathan Stark Kevin Ullyett       | Jan-Michael Gambill Scott Humphries  | 6–4, 6–4      |
| Long Island | 1999 | Olivier Delaitre Fabrice Santoro   | Jan-Michael Gambill Scott Humphries  | 7–5, 6–4      |
| Long Island | 1998 | Julian Alonso Javier Sanchez       | Brandon Coupe Dave Randall           | 6–4, 6–4      |
| Long Island | 1997 | Marcos Ondruska David Prinosil     | Mark Keil T.J. Middleton             | 6–4, 6–4      |
| Long Island | 1996 | Luke Jensen Murphy Jensen          | Hendrik Dreekmann Aleksandr Volkov   | 6–3, 7–6      |
| Long Island | 1995 | Cyril Suk Daniel Vacek             | Rick Leach Scott Melville            | 5–7, 7–6, 7–6 |
| Long Island | 1994 | Olivier Delaitre Guy Forget        | Andrew Florent Mark Petchey          | 6–4, 7–6      |
| Long Island | 1993 | Marc-Kevin Goellner David Prinosil | Arnaud Boetsch Olivier Delaitre      | 6–7, 7–5, 6–2 |
| Long Island | 1992 | Francisco Montana Greg Van Emburgh | Gianluca Pozzi Olli Rahnasto         | 6–4, 6–2      |
| Long Island | 1991 | Eric Jelen Carl-Uwe Steeb          | Doug Flach Diego Nargiso             | 0–6, 6–4, 7–6 |
| Long Island | 1990 | Guy Forget Jakob Hlasek            | Udo Riglewski Michael Stich          | 2–6, 6–3, 6–4 |

### Damdubbel
| Plats             | År            | Mästare                                    | Finalister                                | Resultat         |
| ----------------- | ------------- | ------------------------------------------ | ----------------------------------------- | ---------------- |
| New Haven         | 2008          | Kveta Peschke Lisa Raymond                 | Sorana Cirstea Monica Niculescu           | 4–6, 7–5, 10–7   |
| New Haven         | 2007          | Sania Mirza Mara Santangelo                | Cara Black Liezel Huber                   | 6–1, 6–2         |
| New Haven         | 2006          | Zi Yan Jie Zheng                           | Lisa Raymond Samantha Stosur              | 6–4, 6–2         |
| New Haven         | 2005          | Lisa Raymond Samantha Stosur               | Gisela Dulko Maria Kirilenko              | 6–2, 6–7(1), 6–1 |
| New Haven         | 2004          | Nadia Petrova Meghann Shaughnessy          | Martina Navratilova Lisa Raymond          | 6–1, 1–6, 7–6(4) |
| New Haven         | 2003          | Virginia Ruano Pascual Paola Suarez        | Alicia Molik Magui Serna                  | 7–6(6), 6–3      |
| New Haven         | 2002          | Daniela Hantuchova Arantxa Sanchez Vicario | Tathiana Garbin Janette Husarova          | 7–6, 1–6, 7–5    |
| New Haven         | 2001          | Cara Black Jelena Likhovtseva              | Jelena Dokic Nadia Petrova                | 6–0, 3–6, 6–2    |
| New Haven         | 2000          | Julie Halard-Decugis Ai Sugiyama           | Virginia Ruano Pascual Paola Suarez       | 6–4, 5–7, 6–2    |
| New Haven         | 1999          | Lisa Raymond Rennae Stubbs                 | Jelena Likhovtseva Jana Novotna           | 7–6(1), 6–2      |
| New Haven         | 1998          | Alexandra Fusai Nathalie Tauziat           | Mariaan de Swardt Jana Novotna            | 6–1, 6–0         |
| Stone Mountain    | 1997          | Nicole Arendt Manon Bollegraf              | Alexandra Fusai Nathalie Tauziat          | 6–7(5), 6–3, 6–2 |
|                   | 1996          | Spelades inte                              | Spelades inte                             | Spelades inte    |
| 1995              | Spelades inte | Spelades inte                              | Spelades inte                             |                  |
| Stratton Mountain | 1994          | Elizabeth Sayers-Smylie Pam Shriver        | Conchita Martinez Arantxa Sanchez Vicario | 7–6(4), 2–6, 7–5 |
| Stratton Mountain | 1993          | Elizabeth Sayers-Smylie Helena Sukova      | Manuela Maleeva-Fragniere Mercedes Paz    | 6–1, 6–2         |
| San Antonio       | 1992          | Martina Navratilova Pam Shriver            | Patty Fendick Andrea Strnadová            | 3–6, 6–2, 7–6(4) |
| San Antonio       | 1991          | Patty Fendick Monica Seles                 | Jill Hetherington Kathy Rinaldi           | 7–6(2), 6–2      |
| San Antonio       | 1990          | Kathy Jordan Elizabeth Sayers-Smylie       | Gigi Fernandez Robin White                | 7–5, 7–5         |
| San Antonio       | 1989          | Katrina Adams Pam Shriver                  | Patty Fendick Jill Hetherington           | 3–6, 6–1, 6–4    |
| San Antonio       | 1988          | Lori McNeil Helena Sukova                  | Rosalyn Fairbank Gretchen Rush-Magers     | 6–3, 6–7(5), 6–2 |